# Rolde Choben
Rolde Choben (en català, Cercle Jove), Joves Aragonesos - Rolde o simplement Rolde'', és una organització política juvenil aragonesa nascuda el 1978 i vinculada al Partit Aragonès. El seu àmbit d'actuació és la Comunitat Autònoma d'Aragó, i hi ha una estructura consolidada al llarg de les tres províncies aragoneses.
La seva missió principal és promoure la participació dels joves aragonesos en la vida social, defensant els valors de l'aragonesisme de centre, l'europeisme i la igualtat, i fomentant la implicació de la joventut en la vida política de l'Aragó i del Partit Aragonès.
Compta amb aproximadament 200 militants que s'estenen per les tres províncies aragoneses. D'acord amb els Estatuts del PAR, són membres de Rolde tots els afiliats menors de 35 anys, així que s'hi inclouen entre les seves files diversos regidors, alcaldes i fins i tot diputats autonòmics.

## Objectius[calcitació]
Entre d'altres, el Rolde compta amb els següents objectius: 
- Encoratjar i desenvolupar la identitat aragonesa reafirmant la posició d'Aragó com a porta d'Europa.
- Aconseguir una autonomia política que permeti disposar de quotes més altes d'autonomisme a l'Aragó.
- Servir d'escola a tots aquells joves amb inquietuds polítiques o socials que vegin a l'Aragó com a territori natural per a desenvolupar-les sense perjudici d'aquelles actuacions que s'hagin de desenvolupar en un altre punt de l'Estat.
- Fomentar l'associacionisme juvenil i social, així com la participació activa dels joves en la vida social aragonesa.
- Influir i millorar tota activitat que afecti els joves com ara l'ocupació, l'habitatge o el medi ambient.
- Promocionar el respecte per la llibertat i fomentar els principis de solidaritat, cooperació, justícia, igualtat i pau així com dels valors de pacte i lleialtat que defineixen el Poble Aragonés.
- Organitzar, proposar i realitzar tots aquells actes, activitats, estudis i projectes que la realitat social demani.
- Fomentar i defensar la història, la llengua aragonesa i el Dret Foral com a senyals d'identitat de la societat aragonesa.
- Estudi i desenvolupament de polítiques socials que afecten el sector jove aragonès, amb especial referència a la sanitat, l'educació, l'ocupació, l'habitatge i el medi ambient, entre d'altres.
- Fomentar la defensa dels Drets Humans, els drets dels infants, dels treballadors, de les dones i dels drets LGBT.